# ستيوارت سايمز
السير جورج ستيوارت سايمز (29 يوليو 1882 – 5 ديسمبر 1962) كان ضابطًا في الجيش البريطاني وحاكمًا استعماريًا.

## حياته المهنية
وُلِد سايمز في كينت، وهو ابن المقدم ويليام ألكسندر سايمز من فوج المشاة الخفيف المرتفعات رقم 71، وإميلي كاثرين ( ني شور)، ابنة تشارلز شور، بارون تينموث الثاني.

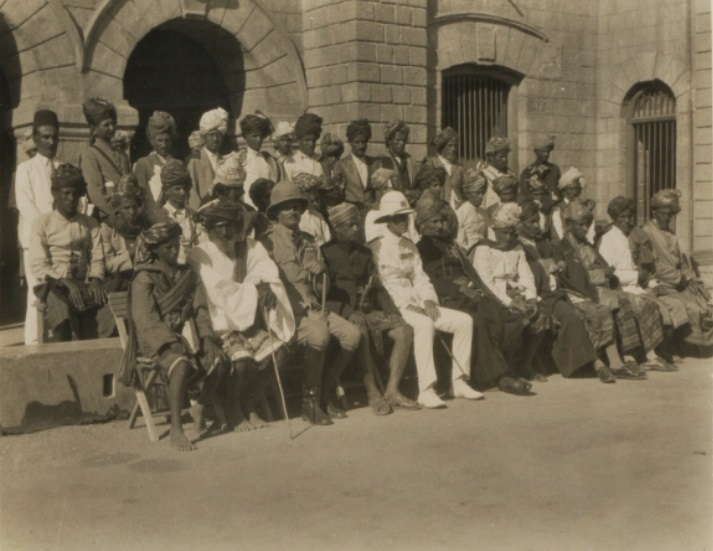
سايمز، بصفته مقيمًا في عدن

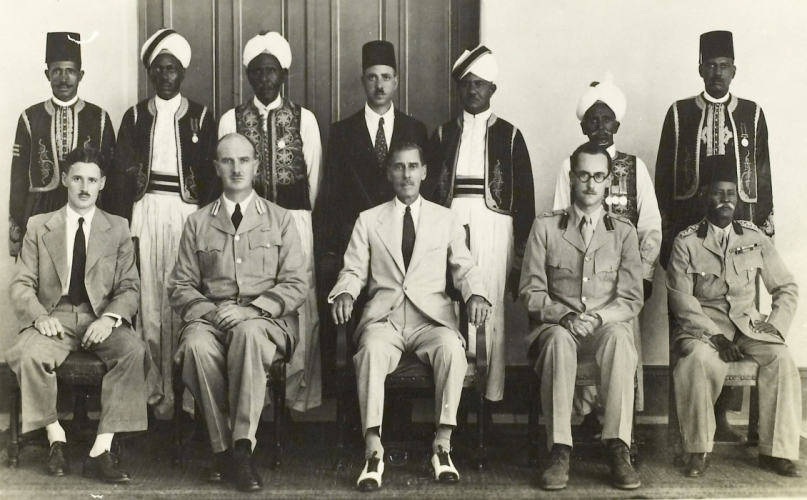
سايمز، بصفته الحاكم العام للسودان

## روابط خارجية
- صحيفة مالفرن، 1905
- حرب البوير الأنجلو :سايمز، جي إس[وصلة مكسورة]
- طيران عدن : نسخة محفوظة 11 March 2010 على موقع واي باك مشين. جورج سايمز نسخة محفوظة 11 مارس 2010 على موقع واي باك مشين.

قالب:Chief Secretaries of the British Mandate of Palestine